# Opuntia fragilis
Opuntia fragilis (Nutt.) Haw. es una especie fanerógama perteneciente a la familia Cactaceae. Es nativa de Norteamérica en Canadá y  Estados Unidos.

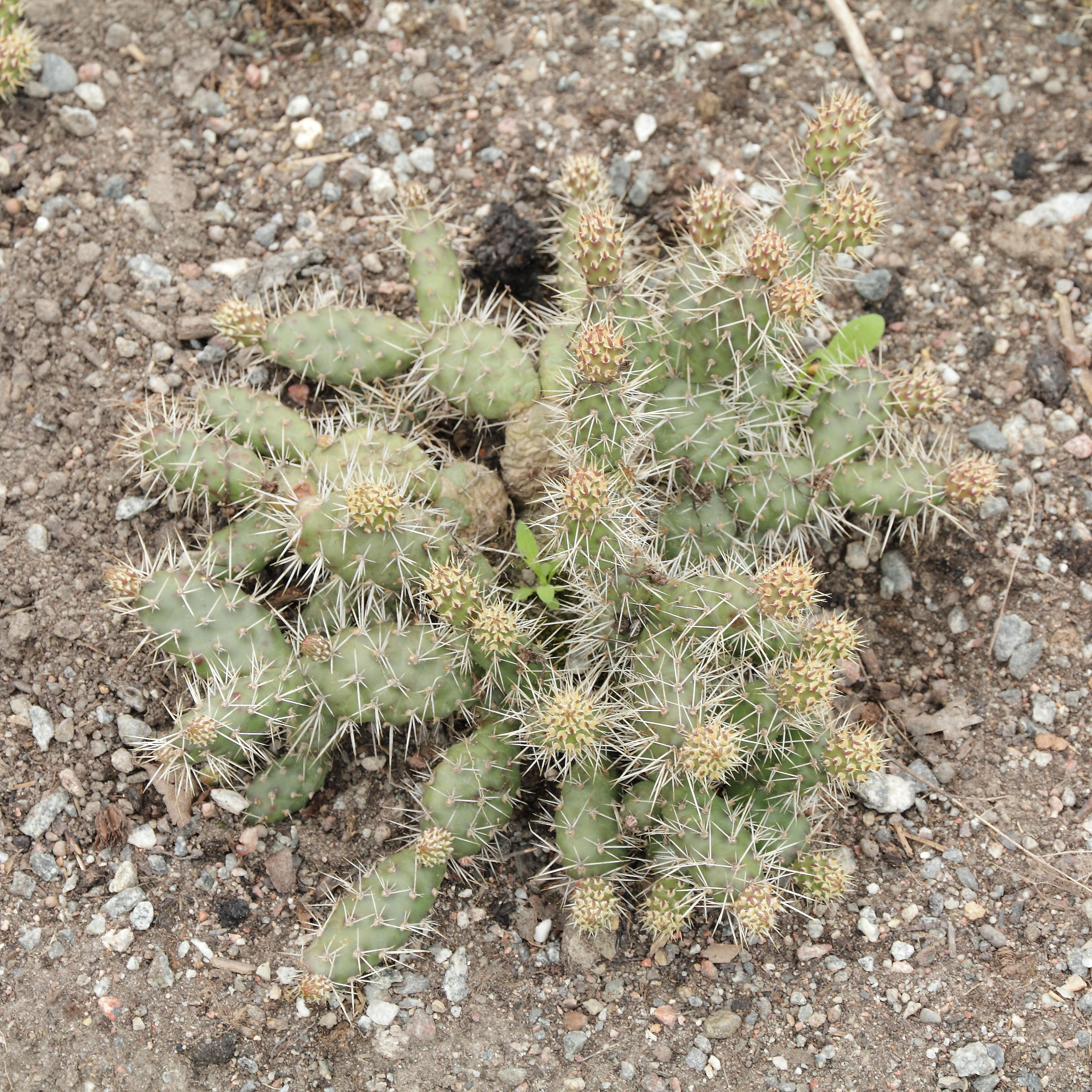
Vista de la planta

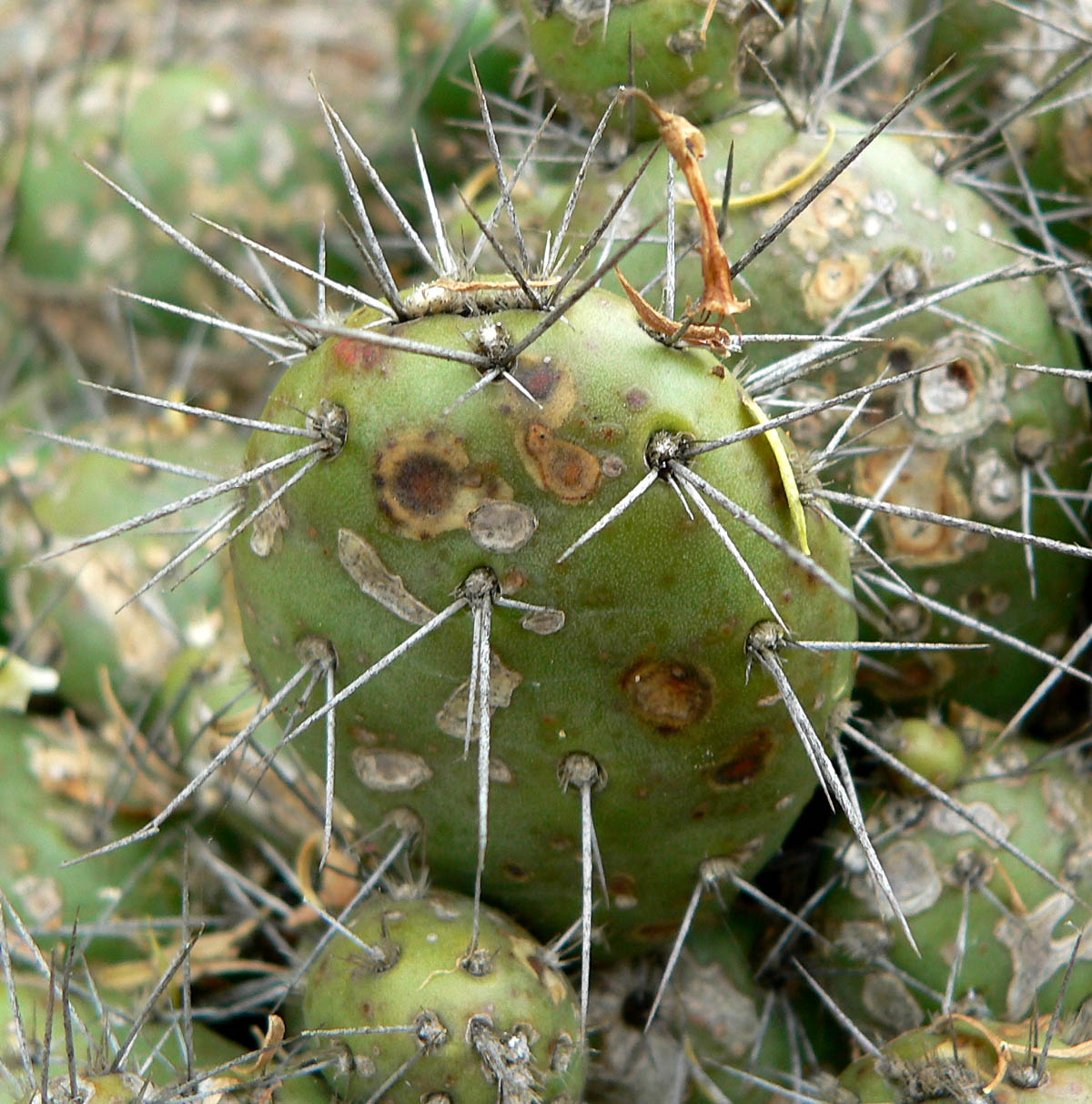
Detalle de las espinas

## Descripción
Opuntia fragilis crece de forma tupida y muy baja. Se forman a lo largo de la parte inferior, esteras que alcanzan un crecimiento de 5 a 10 cm y una anchura de 30 centímetros o más. Los tallos  planos tienen forma ovada, elíptica o circulare de color azul-verdoso. Miden de 2 a 4,5 centímetros de largo y 1,2 a 2,5 centímetros de ancho. Las afiladas hojas miden hasta 3 cm de largo. Las  areolas de 3 a 6 mm espaciados de color bronceado o marrón,  y 2 gloquidios. Las flores son amarillas, a veces verdosas  de 3 a 4 cm de largo y alcanzan un diámetro de hasta 4,5 centímetros. Los frutos de color verde y rojo-verdes son alargados y secos en la madurez, de 1,2 a 2 centímetros de largo y un diámetro de 1 a 1,2 centímetros. Puede estar lleno de espinas.

## Taxonomía
Opuntia fragilis  fue descrita por (Nutt.) Haw. y publicado en Supplementum Plantarum Succulentarum ... 82–83. 1819.
Etimología
Opuntia: nombre genérico  que proviene del griego usado por Plinio para una planta que creció alrededor de la ciudad de Opus en Grecia.

fragilis: epíteto latino que significa "frágil".
Sinonimia
- Terecaulis fragilis
- Cactus fragilis Nutt.
- Cactus pusillus Haw.
- Opuntia brachyarthra Engelm. & J.M. Bigelow
- Opuntia drummondii Graham
- Opuntia fragilis var. brachyarthra (Engelm. & J.M. Bigelow) J.M. Coult.
- Opuntia pusilla (Haw.) Haw.
- Opuntia tracyi Britton
- Tunas fragilis Nieuwl. & Lunell[4][5]